# Bouwberg
Bouwberg is een buurtschap ten noordoosten van Brunssum in de gelijknamige gemeente in de Nederlandse provincie Limburg. De buurtschap is gelegen tussen de natuurgebieden Brunssummerheide en de Schinveldse Bossen en bestaat grotendeels uit een bedrijventerrein. Ten zuidoosten bevindt zich de Steenberg Emma-Hendrik en ten zuidwesten het Schutterspark.
Aan de Bouwberg staat een vakwerkhuis uit circa 1870 waarvan de wanden gevuld zijn met leem en stro. Ook staat er een wegkapel gewijd aan Maria.
Brunssum · Bouwberg · De Kling · Rumpen · Treebeek

Limburg: Steden en dorpen      Nederland: Provincies · Gemeenten